# Аэропоника

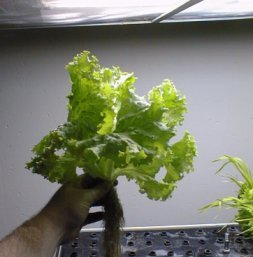
Крупная партия салата, выращенная в аэропонном аппарате. NASA, 1998

Аэропо́ника (др.-греч. ἀήρ «воздух» + πόνος здесь «труд») — процесс выращивания растений в воздушной среде без использования почвы, при котором питательные вещества к корням растений доставляются в виде аэрозоля. В отличие от гидропоники, которая использует в качестве субстрата воду, насыщенную необходимыми минералами и питательными веществами для поддержания роста растений, аэропонный способ выращивания растений не предполагает использование почвенного субстрата.

## Методика
Основной принцип аэропонного выращивания растений — это распыление аэрозолем в закрытых или полузакрытых средах питательного, богатого минеральными веществами водного раствора. Само растение закрепляется опорной системой, а корни просто висят в воздухе, орошаемые питательным раствором. Смесь подаётся к корням непрерывно или через короткие промежутки времени так, чтобы те не успевали высохнуть. Листья и ствол растения изолированы от зоны распыления. При таком подходе среда остаётся свободной от вредителей и болезней, связанных с почвой, а значит, растения могут расти здоровыми и быстрее, чем растения, выращенные в почве. Использование аэропоники позволяет создавать полностью автоматические системы выращивания растений, которые значительно проще систем с использованием субстрата.

## История
В 1911 году В. М. Арциховский опубликовал в журнале «Опытная агрономия» статью «О воздушных культурах растений», в которой рассказал о своём методе физиологических исследований корневых систем с помощью разбрызгивания различных веществ в окружающем корни воздухе. Он сконструировал первые аэропонные установки и на практике показал их пригодность для культивирования растений.
В. Картер в 1942 году исследовал воздушные культуры растений и описал способ выращивания растений в парах воды.
Ф. В. Вент в 1957 году придумал процесс выращивания растений с помощью воздуха и назвал этот процесс «аэропоникой».
В 1990-е году в Москве, в лаборатории безвирусных культур Всероссийского научно-исследовательского института сельскохозяйственной биотехнологии, начались разработки по использованию аэропоники для размножения оздоровленного семенного картофеля.
С 2006 года аэропоника используется в сельском хозяйстве во всем мире.

## Преимущества подхода

### Экологические преимущества

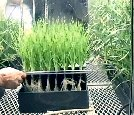
Эксперимент НАСА 1998 года

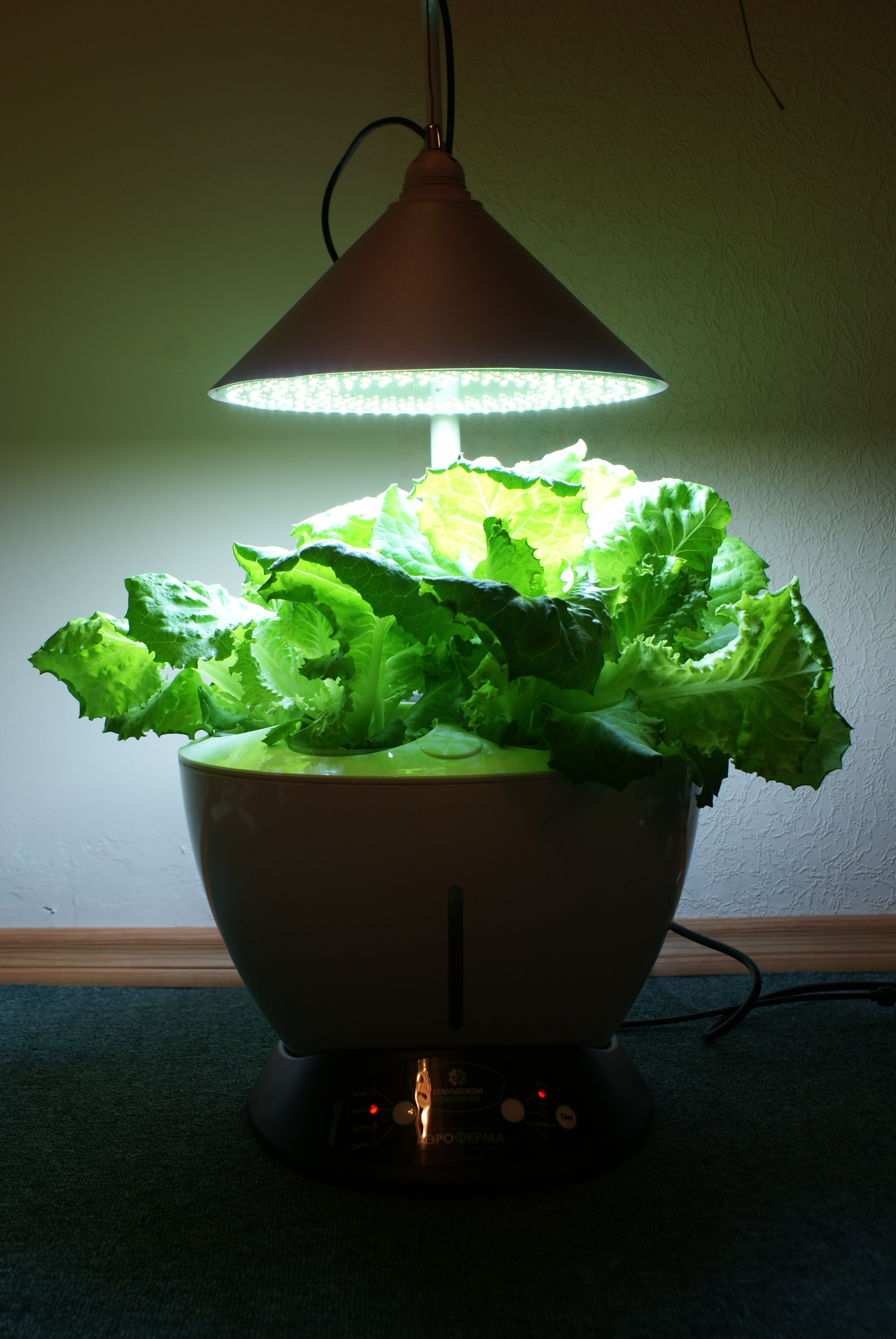
Салат на аэропонике

Аэропонное выращивание растений считается безопасным и экологически чистым способом получения естественных, здоровых растений и сельскохозяйственных культур. Также дополнительными экологическими преимуществами аэропоники являются экономия воды и энергии. По сравнению с обычным выращиванием растений, аэропоника предполагает более низкое потребление воды и затрат энергии на единицу продукции.

### Увеличение воздействия воздуха
Аэропоника оптимизирует большой доступ к воздуху для более успешного роста растений в отличие от методов с использованием субстрата.
Растение в аэропонном аппарате имеет 100 % доступ к CO2, что способствует ускоренному росту растения.

### Культивирование без болезней
В аэропонике можно ограничить передачу инфекции путём быстрой изоляции заражённого места. В случае с почвой, болезнь может распространиться по всей питательной среде, заражая многие растения.
Также аэропонический метод выращивания автоматически избавляет растения от болезней, которые присущи почве, а также от большого количества вредителей, живущих в земле.

### Экономические преимущества
Основное экономическое преимущество аэропоники заключается в том, что для её производства не требуется земля, а как следствие, возможно создание многоярусных теплиц для производства пищи. Такой подход поможет решить проблемы ограниченного количества площади для культивирования растений, а также позволит выращивать пищу в пустынях, тундре и других непригодных для сельского хозяйства районах Земли.